# Bauhinia merrilliana
Bauhinia merrilliana là một loài thực vật có hoa trong họ Đậu. Loài này được Perkins miêu tả khoa học đầu tiên.